# Commerce (Missouri)
Commerce és una població dels Estats Units a l'estat de Missouri. Segons el cens del 2000 tenia 110 habitants.

## Demografia
Segons el cens del 2000, Commerce tenia 110 habitants, 42 habitatges, i 30 famílies. La densitat de població era de 132,7 habitants per km².
Dels 42 habitatges en un 33,3% hi vivien nens de menys de 18 anys, en un 64,3% hi vivien parelles casades, en un 7,1% dones solteres, i en un 26,2% no eren unitats familiars. En el 26,2% dels habitatges hi vivien persones soles el 14,3% de les quals corresponia a persones de 65 anys o més que vivien soles. El nombre mitjà de persones vivint en cada habitatge era de 2,62 i el nombre mitjà de persones que vivien en cada família era de 3,13.
Per edats la població es repartia de la següent manera: un 26,4% tenia menys de 18 anys, un 8,2% entre 18 i 24, un 25,5% entre 25 i 44, un 29,1% de 45 a 60 i un 10,9% 65 anys o més.
L'edat mediana era de 38 anys. Per cada 100 dones de 18 o més anys hi havia 102,5 homes.
La renda mediana per habitatge era de 36.667 $ i la renda mediana per família de 48.750 $. Els homes tenien una renda mediana de 33.125 $ mentre que les dones 16.607 $. La renda per capita de la població era de 17.552 $. Cap de les famílies i el 4,3% de la població estaven per davall del llindar de pobresa.

## Poblacions més properes
El següent diagrama mostra les poblacions més properes.